# Praravinia montana
Praravinia montana är en måreväxtart som beskrevs av Cornelis Eliza Bertus Bremekamp. Praravinia montana ingår i släktet Praravinia och familjen måreväxter. Inga underarter finns listade i Catalogue of Life.